# Hans Schulze
Hans Schulze (ur. 25 sierpnia 1911 w Magdeburgu, zm. 26 stycznia 1992 w Wuppertalu) – niemiecki piłkarz wodny, trener, srebrny medalista olimpijski z Los Angeles i Berlina.

## Kariera
Członek zespołu, który w 1932 zdobył srebrny medal na letnich igrzyskach olimpijskich w Los Angeles. Wystąpił w czterech spotkaniach. Cztery lata później ponownie zdobył srebrny medal występując we wszystkich siedmiu spotkaniach. Trzykrotnie wystąpił także w Mistrzostwach Europy w 1931, 1934 i 1938, gdzie zdobywał srebrne medale. Rozegrał ponad 100 spotkań w reprezentacji narodowej  Niemiec, z czego jedenaście na igrzyskach olimpijskich. Na igrzyskach olimpijskich w 1952 roku był gotowy do gry jako zmiennik. W 1956 na igrzyskach olimpijskich w Melbourne  oraz igrzyskach olimpijskich Rzymie (1960)   trenował niemiecką drużynę.